# Freaky
Freaky (bra: Freaky - No Corpo de um Assassino; prt: Freaky: Este Corpo Fica-me a Matar) é um filme estadunidense dos gêneros comédia, suspense e slasher, dirigido por Christopher B. Landon, com roteiro escrito pelo mesmo em conjunto de Michael Kennedy, baseado no livro Freaky Friday (1972) de Mary Rodgers. O filme conta a história de uma estudante do ensino médio que acaba trocando de corpo com um assassino em série. Será estrelado por Vince Vaughn, Kathryn Newton, Celeste O'Connor, Misha Osherovich, Uriah Shelton, Dana Drori, Katie Finneran e Alan Ruck.
O filme foi lançado nos Estados Unidos em 13 de novembro de 2020, pela Universal Pictures.

## Sinopse
Millie Kessler (Kathryn Newton) é uma adolescente deprimida que está enfrentando o último ano do ensino médio. Porém, ela se torna o novo alvo de um insano assassino em série conhecido como "O Açougueiro de Blissfield" (Vince Vaughn), e durante o ataque, a adaga mágica faz com que ela troque de corpo com ele. Millie descobre que tem apenas um dia para reverter a mudança ou então irá permanecer presa como um assassino, contando com a ajuda de seus amigos Josh (Misha Osherovich) e Nyla (Celeste O'Connor), enquanto o verdadeiro assassino começa a fazer um massacre na cidade em seu corpo.

## Elenco
- Kathryn Newton como Millie Kessler
- Vince Vaughn como Barney Garris, o Açougueiro de Blissfield
- Uriah Shelton como Booker
- Alan Ruck como Sr. Fletcher
- Katie Finneran como Paula Kessler
- Celeste O'Connor como Nyla
- Misha Osherovich como Josh
- Dana Drori como Maggie

## Produção
No início de agosto de 2019 foi anunciado que Christopher B. Landon iria escrever e dirigir um novo filme de terror, com Jason Blum como produtor sob sua empresa Blumhouse Productions e Adam Hendricks sob a Divide/Conquer. Detalhes específicos do enredo não foram revelados, mas a história supostamente iria acompanhar uma figura violenta causando estragos em uma pequena cidade. Esperava-se que a produção começasse no mês de outubro em Atlanta, e havia algumas especulações que o longa-metragem fosse um reboot de Scream. No entanto, Landon negou os rumores de que o filme seria uma nova versão do slasher de 1996 e disse que o futuro projeto seria uma história baseada no livro Freaky Friday, de Mary Rodgers.
No final de agosto foi anunciado que Kathryn Newton e Vince Vaughn juntaram-se ao elenco do filme, que teria o roteiro escrito por Landon e Michael Kennedy. Em outubro de 2019, Uriah Shelton, Alan Ruck, Katie Finneran, Celeste O'Connor e Misha Osherovich passaram a integrar o elenco.

### Filmagens
As filmagens principais duraram 35 dias quando o filme ainda tinha o título provisório de Freaky Friday the 13th. As gravações iniciaram em 21 de outubro de 2019 e terminaram em 12 de dezembro.

## Lançamento
O filme foi lançado em 13 de novembro de 2020 nos Estados Unidos.